# Бекетов, Пётр Иванович
Петр Иванович Бекетов (около 1600 — около 1660) — русский землепроходец, основатель сибирских городов  — Нерчинска, Олёкминска, Читы, Якутска.

## Начало службы
Поступил на государеву службу в 1624 году в стрелецкий полк. В 1627 году по его челобитной был направлен в Сибирь в Енисейский острог.
В 1628 году отправлен во главе отряда из 9 человек в поход с целью усмирения нижнеангарских тунгусов, напавших на отряд Максима Перфильева. Имел указание воздействовать на туземцев не военными методами, а уговорами и «ласкою». Бекетов успешно справился с заданием. В низовьях Онгоры поставил Рыбинский острожек и вернулся в Енесеиск с ясаком и аманатами.

## Присоединение Якутии
В 1631 году Бекетов снова послан из Енисейска в далёкий поход. На сей раз во главе 30 казаков предстояло пройти до великой реки Лены и закрепиться на её берегах. Историк Сибири XVIII века Иоганн Фишер расценивал эту «командировку» как признание заслуг и способностей человека, достаточно много сделавшего для государства. Весной 1632 года отряд Бекетова уже был на Лене. Недалеко от впадения в неё реки Алдан бекетовские казаки срубили острог, названный позже Якутском. Будучи приказчиком в Якутском остроге, он отправлял экспедиции на Вилюй и Алдан, основал в 1632 году Жиганск, в 1636 году — Олёкминск.

## Продвижение по службе
После того как на смену ему прибыл Иван Галкин, Бекетов вернулся в Енисейск, откуда в 1640 году повёз в Москву ясак на 11 тысяч рублей. В Москве получил чин стрелецкого и казачьего головы. В 1641 году пожалован головством в Енисейском остроге среди казаков.

## Забайкальский поход
В 1652 году из Енисейска Бекетов, «коего искусство и прилежание были уже известны», выступил в поход к забайкальским бурятам. Близ устья Селенги заложил острог Усть-Прорва. После этого его отряд двинулся вверх по Селенге, и далее поднялся по Хилку до озера Иргень, где в 1653 году был основан Иргенский острог. Глубокой осенью, перевалив через Яблоновый хребет, отряд из 53 человек спустился в долину реки Ингоды. Путь от Иргеня до Ингоды, пройденный Бекетовым, в дальнейшем стал частью Сибирского тракта. Поскольку от мороза Ингода встала, то в районе нынешней Читы было заложено Ингодинское зимовье.
В этом же году Бекетов, с сотнею казаков, выдвинулся через Иркутск за Байкал в поход для покорения бурят.
В ноябре 1654 года 10 казаков отряда Бекетова во главе с Андреем Селезнёвым достигли устья реки Нерчи, где заложили Нелюдский острог (ныне Нерчинск). Была составлена «роспись» и

чертёж Иргеню-озеру и иным озёрам на Килке-реке (река Хилок), которая пала из Иргень-озера, и Селенге-реке, и иным рекам, которые пали в Витим-реку из Иргеня-озера и из иных озёр.

В Шилкинском остроге Бекетов «со товарищи» пережили тяжёлую зиму, не только страдая от голода, но и сдерживая осаду взбунтовавшихся бурят. К весне 1655 года, наладив отношения с бурятами, отряд был вынужден оставить острог и, чтобы не погибнуть от голода, уйти на Амур.

## Последние годы жизни
В 1660 году Бекетов из Енисейска отбыл на службу в Тобольск, где в 1661 году встретился с протопопом Аввакумом (с которым у Бекетова случился конфликт) и с Юрием Крижаничем.